# 吳文炎
吳文炎，直隸顺天府大興县（今属北京市境内）人，清朝政治人物。同进士出身。
康熙三十六年（1697年），登进士，改庶吉士，授翰林院檢討，升雲南開化府知府。